# Neill Jameson
Neill Jameson (ur. 1979) – amerykański wokalista i multiinstrumentalista, pochodzący z Somers Point, New Jersey. Grał i nagrywał pod pseudonimem "N. Imperial" (również "Lord Imperial" lub po prostu "Imperial"). Znany jest głównie dzięki byciu frontmanem blackmetalowej grupy muzycznej Krieg (1995-2006). Aktualnie aktywnie udziela się w projekcie black ambient/doom metalowym, który współtworzy z J. Marcheskim oraz ambient doom/deathmetalowym, March into the Sea, który również współtworzy J. Marcheski oraz M. Roscovich i J. Garson.
Prócz tych projektów, Jameson udzielił się w kilku innych grupach, takich jak na przykład Judas Iscariot, Nachtmystium, Twilight oraz Weltmacht. Nawiązywał również współpracę z kilkoma zespołami z podziemia.

## Dyskografia

### Weltmacht
- The Call to Battle (2001)
- And to Every Beast its Prey (2003)

### Hidden
- Spectral Magnitude (2002)
- Alexisstar Morphalite (2005)

### N.I.L.
- N.I.L. (2007)

### March into the Sea
- Church of the Voidswimmer (2007)